# Tipula (Lunatipula) subcava
Tipula (Lunatipula) subcava is een tweevleugelige uit de familie langpootmuggen (Tipulidae). De soort komt voor in het Palearctisch gebied.